# 缘毛杜鹃

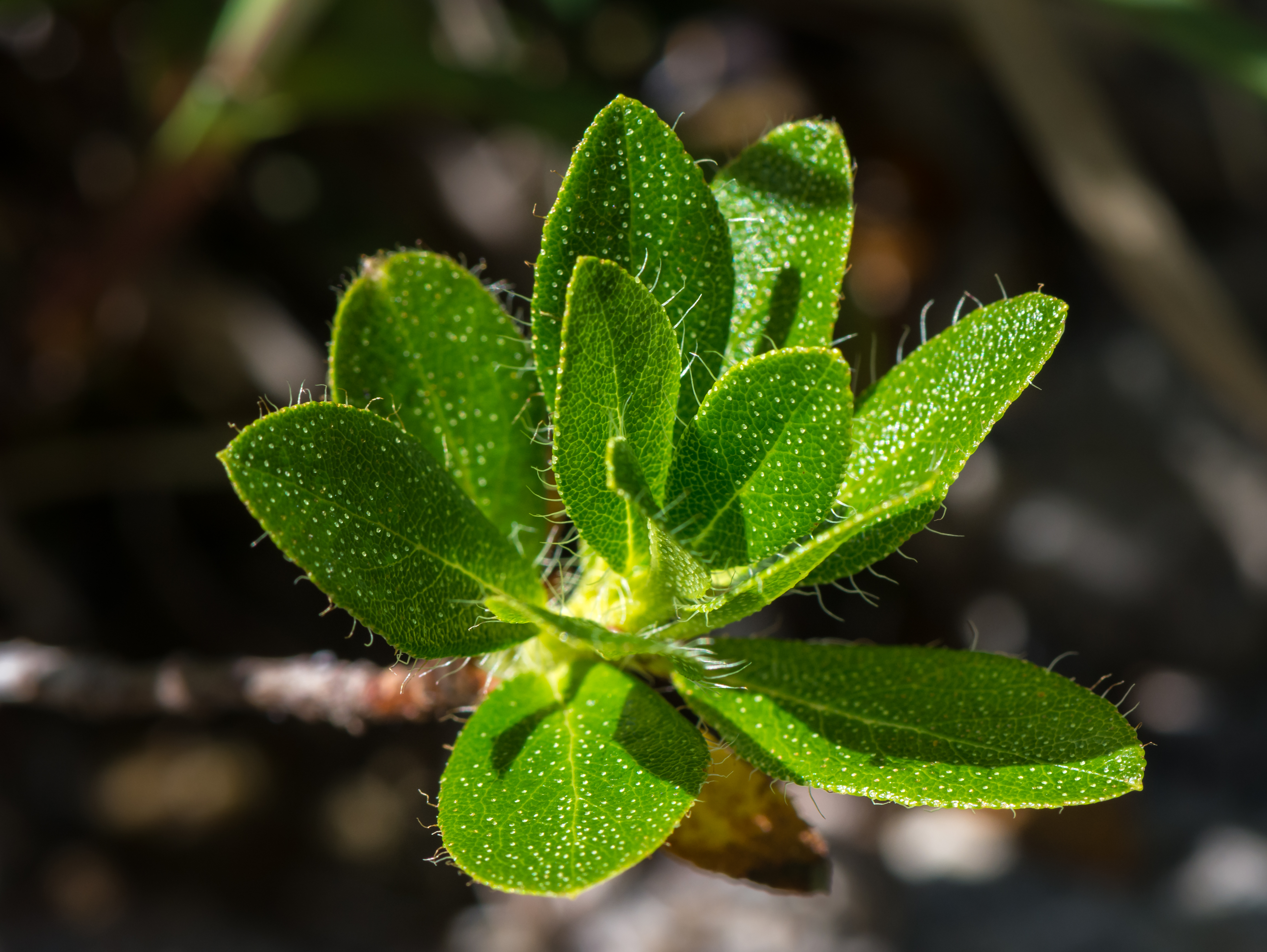
缘毛杜鹃的叶缘具睫毛

缘毛杜鹃是杜鹃花科杜鹃花属常绿灌木，分布于阿尔卑斯山中东部至南斯拉夫西北部。
缘毛杜鹃与阿尔卑斯杜鹃极为相似，但阿尔卑斯杜鹃是嫌钙植物，小枝及叶背密布锈红色鳞片，叶缘无毛，而缘毛杜鹃是喜钙植物，鳞片呈浅色，叶缘具睫毛。二者存在自然杂交种——杂种阿尔卑斯杜鹃。